# Hydraena ingens
Hydraena ingens är en skalbaggsart som först beskrevs av Perkins 1980.  Hydraena ingens ingår i släktet Hydraena och familjen vattenbrynsbaggar. Inga underarter finns listade i Catalogue of Life.